# Бэй, Йенс Кристиан
Йенс Кристиан Бэй (12 октября 1871 — 11 апреля 1962) — американский писатель и библиотекарь датского происхождения.

## Биография
Родился в Рудкёбинге, Дания, в семье Ларса Хансена Бэя (1828—1894) и Дорис Олин Йоргине Кристиансен (1828—1908). В 1892 году переехал в США и устроился работать в Ботанический сад Миссури в Сент-Луисе. Позже перешёл работать в Библиотеку Конгресса, а в 1905 году стал библиотекарем Чикагского университета. С 1928 по 1947 год был главным библиотекарем библиотеки Джона Крерара в Чикаго.
Бэй пользовался заслуженным авторитетом по многим предметам, включая редкие книги, но наибольший интерес для него представляли ботаника, английская литература и история Среднего Запада Америки. В течение долгого времени находился в дружественных отношениях с Янгом Ю. Эллисоном, писателем и редактором газеты Луисвилла, Кентукки. Дружба подкреплялась общим интересом к изучению истории Кентукки, Стивена Фостера, Джеймса Уиткомба Райли, Роберта Льюиса Стивенсона и Чарльза Диккенса. Бэй интересовался и литературой своей родной Дании, за популяризацию и содействие развитию которой в 1947 году он был посвящён в рыцари королём Фредериком IX.

## Избранные работы
- Danish Fairy & Folktales, 1899
- Bibliographies of Botany, 1909
- Denmark in English and American Literature: A Bibliography, 1915
- Conrad Gesner (1516—1565), the Father of Bibliography, 1916
- Echoes of Robert Louis Stevenson, 1920
- Rare and Beautiful Imprints of Chicago, 1922
- The Chalice of the Chipped Ruby, 1922
- The Manuscripts of Robert Louis Stevenson’s Records of a Family of Engineers, 1929
- Om Danskhedens Vaesen, 1933
- A Handful of Western Books, 1935
- A Second Handful of Western Books, 1936
- A Third Handful of Western Books, 1937
- The Dummy Library of Charles Dickens at Gad’s Hill Place, 1937
- The Pickwick Papers: Some Bibliographical Remarks, 1938
- The Fortune of Books, 1941
- A Heroine of the Frontier: Miriam Davis Colt in Kansas, 1856, 1941
- The Mystery of the Irish Crown Jewels, 1944
- The John Crerar Library, 1895—1944: An Historical Report Prepared under the Authority of the Board of Directors by the Librarian, 1945
- In the House of Memories, 1946
- Journeys and Voyages to Nature: A Survey of One Hundred Books, 1950
- The Bookman is a Hummingbird: Book Collecting in the Middle West and the House of Walter M. Hill, 1952
- Mississippi: Pennestrog om Amerikas Kinge-AA, 1952
- God Speede the Plough, 1953
- George Washington: Citizen and Farmer, 1956
- Bog-Ormen Vejer Videnskab og Visdom: En Laegmands Betragtninger, 1958
- Tvende Verdener Modes: En Udvandrerlaeges Minder, 1960